# The Death and Life of Bobby Z
The Death and Life of Bobby Z (bra: A Morte e a Vida de Bobby Z; prt: Bobby Z) é um filme teuto-estadunidense de 2007, dos gêneros drama, aventura e ação, com roteiro baseado no livro homônimo de Don Winslow.

## Sinopse
A única chance de Tim Kearney se livrar da prisão é se passar por um dos traficantes mais perigosos da região e se infiltrar numa negociação, mas nada será como lhe contaram.

## Elenco
- Paul Walker como Tim Kearney
- Laurence Fishburne como Tad Gruzsa
- Olivia Wilde como Elizabeth
- Jason Flemyng como Brian
- Keith Carradine como Johnson
- Joaquim de Almeida como Don Huertero
- J.R. Villarreal como Kit
- Jason Lewis como Bobby Z
- Jacob Vargas como Jorge Escobar
- Michael Bowen como Duke
- M.C. Gainey como Boom Boom
- Josh Stewart como Monk